# DOORS
DOORS (Dynamic Object Oriented Requirements System) es un software para la gestión de requisitos creado por la empresa sueca Telelogic, posteriormente adquirida por IBM.
DOORS es una base de datos que permite el almacenamiento estructurado y la administración de requisitos (objetos), que cuenta con atributos, tanto libres como a elegir en un menú. Para diferenciar los requisitos DOORS otorga a cada objeto un número identificador inequívoco. 
Para permitir el seguimiento de los requisitos durante el trascurso del proyecto se pueden enlazar unos objetos con otros. DOORS se basa en una base de datos propietaria. DOORs cuenta con una serie de herramientas para el análisis y permite automatizar diferentes pasos en el uso de la herramienta con la ayuda de un lenguaje de script llamado DXL (DOORS eXtended Language). 
Los datos almacenados en DOORS se pueden utilizar para crear un modelo basado en UML 2.0.
DOORS es una aplicación de uso habitual en la industria aeronáutica, de automovilística y ferroviaria.